# Didier Rambaud
Pour les articles homonymes, voir Rambaud.
Didier Rambaud, né le 12 mai 1959 à Grenoble (Isère), est un homme politique français. Depuis octobre 2017, il est sénateur de l'Isère.

## Biographie
De 1988 à 2001, Didier Rambaud est l'attaché parlementaire de Didier Migaud.
Il est maire de Châbons de 2001 à 2014.
Lors des municipales de 2014, il est élu maire du Grand-Lemps.
Il est le président de la communauté de communes de Bièvre Est, de 2008 à 2017.
Il est élu conseiller général du canton du Grand-Lemps lors des cantonales de 1998 et est réélu en 2004 et 2011,.
En juin 2012, il se présente dans la 7e circonscription de l'Isère lors des élections législatives, mais il est battu au 2d tour par Jean-Pierre Barbier,.
En mars 2015, il est élu conseiller départemental du canton du Grand-Lemps en tandem avec Sylviane Colussi.
Il soutient Emmanuel Macron à la présidentielle de 2017.
Il est le référent départemental LREM en Isère,,.

### Sénateur de l'Isère depuis 2017
Le 24 septembre 2017, il est élu sénateur de l'Isère. Touché par le cumul des mandats, il démissionne de ses mandats de maire et de président de la communauté de communes. Nicole Berton lui succède à la tête de la municipalité. Il est réélu sénateur le 24 septembre 2023.